# Tripetalocera tonkinensis
Tripetalocera tonkinensis is een rechtvleugelig insect uit de familie doornsprinkhanen (Tetrigidae). De wetenschappelijke naam van deze soort is voor het eerst geldig gepubliceerd in 1938 door Günther.